# Strib Sogn
Strib Sogn (bis 1. Oktober 2010: Strib-Røjleskov Sogn) ist eine Kirchspielsgemeinde (dän.: Sogn) an der Mündung des Kleinen Beltes ins Kattegat im südlichen Dänemark. Bis 1970 gehörte sie zur Harde Vends Herred im damaligen Odense Amt, danach zur Middelfart Kommune im
Fyns Amt, die im Zuge der  Kommunalreform zum 1. Januar 2007 in der
„neuen“
Middelfart Kommune in der Region Syddanmark aufgegangen ist. Am 1. Oktober 2010 wurde der ehemalige Kirchenbezirk Røjleskov Kirkedistrikt im Strib-Røjleskov Sogn mit der Abschaffung der dänischen Kirchenbezirke ein selbständiges Sogn Røjleskov Sogn. Seitdem heißt das Muttersogn nur mehr „Strib Sogn“.
Im Kirchspiel leben 4404 Einwohner, davon 4858 im Kirchdorf Strib (Stand:1. Januar 2023). Im Kirchspiel liegt die Kirche „Strib-Røjleskov Kirke“.
Einzige Nachbargemeinde ist im Südosten Vejlby Sogn.